# Поповское сельское поселение (Богучарский район)
Поповское сельское поселение — муниципальное образование Богучарского района Воронежской области России.
Административный центр — село Лофицкое.

## Население
| 2000  | 2005  | 2010  | 2012  | 2013  | 2014  | 2015  | 2016  | 2017  |
| ----- | ----- | ----- | ----- | ----- | ----- | ----- | ----- | ----- |
| 2761  | ↘2752 | ↘2708 | ↘2669 | ↗2671 | ↗2682 | ↗2690 | ↘2680 | ↗2750 |
| 2018  | 2019  | 2020  | 2021  |       |       |       |       |       |
| ↗2777 | ↘2740 | ↘2702 | ↘2650 |       |       |       |       |       |

## Населённые пункты
В состав поселения входят:
- село Поповка,
- село Вервековка,
- село Купянка,
- село Лофицкое.